# Ippolito Malaspina (Marchese di Fosdinovo)
Ippolito Malaspina (Fosdinovo, 15 novembre 1628 – Fosdinovo, 15 febbraio 1671) è stato un nobile italiano.

Figlio di Giacomo II Malaspina, fu il tredicesimo marchese di Fosdinovo.

## Biografia
Ippolito Malaspina era il figlio secondogenito del marchese di Fosdinovo Giacomo II Malaspina (1610-1663) e il fratello minore del marchese di Fosdinovo Pasquale Malaspina (1663-1669).
Pasquale Malaspina morì precocemente e senza figli nel 1669, dunque gli successe il secondogenito Ippolito Malaspina, ma dopo soli due anni (1671) morì anch'egli in un agguato organizzato dal terzogenito Ferdinando Malaspina, nei pressi della Zecca di Fosdinovo. L'agguato era stato organizzato da Ferdinando per entrare a sua volta in possesso del feudo, ma le cose non andarono così: una guardia di Ippolito, morto il suo signore, non scappò, ma rispose, sparando a Ferdinando. In questo modo, nell'agguato rimasero uccisi entrambi i fratelli di Pasquale e la famiglia Malaspina di Fosdinovo visse uno dei momenti più drammatici della sua esistenza, portandosi molto vicina all'estinzione. Ciò avrebbe portato Fosdinovo dentro l'orbita di uno dei tanti stati limitrofi, a cui il feudo faceva molta gola. Ogni speranza era ormai riposta in Cristina Adelaide Pallavicino di Frabosa, vedova di Ippolito, che portava in grembo un bambino lasciatogli dal defunto marchese. Se fosse nata una bambina, Fosdinovo sarebbe presto caduta sotto l'influenza di un'altra famiglia, ma fortunatamente per i Malaspina di Fosdinovo nacque un maschio: Carlo Francesco Agostino Malaspina.

## Discendenza
Sposò il 12 novembre 1670 Cristina Adelaide Pallavicino di Frabosa (23 maggio 1652 - 13 febbraio 1723), figlia del marchese Vittorio Maurizio Pallavicino di Torino, che resse il marchesato negli anni successivi alla morte del marito (1671-1691), per la tenera età del figlio, nato postumo:
- Carlo Francesco Agostino Malaspina, quattordicesimo marchese di Fosdinovo (1671-1722).[1]